# Ivanivka, Stavîșce
Ivanivka (în ucraineană Іванівка) este localitatea de reședință a comunei Ivanivka din raionul Stavîșce, regiunea Kiev, Ucraina.

## Demografie
Componența lingvistică a localității Ivanivka
     Ucraineană (97,46%)
     Rusă (2%)
     Alte limbi (0,31%)
Conform recensământului din 2001, majoritatea populației localității Ivanivka era vorbitoare de ucraineană (97,46%), existând în minoritate și vorbitori de rusă (2%).